# آلفونس اسخپرس
آلفونس اسخپرس (هلندی: Alphonse Schepers; زاده ۲۷ اوت ۱۹۰۷ – درگذشته ۱ دسامبر ۱۹۸۴) دوچرخه‌سوار اهل بلژیک بود.